# Challenger de Charlottesville 2022
El torneo Charlottesville Men's Pro Challenger 2022 fue un torneo de tenis perteneció al ATP Challenger Tour 2022 en la categoría Challenger 80. Se trató de la 13ª edición; el torneo tuvo lugar en la ciudad de Charlottesville (Estados Unidos), desde el 31 de octubre hasta el 6 de noviembre de 2022 sobre pista dura bajo techo.

## Jugadores participantes del cuadro de individuales
| Favorito | País                      | Jugador              | Rank1 | Posición en el torneo |
| -------- | ------------------------- | -------------------- | ----- | --------------------- |
| 1        | Bandera de Estados Unidos | Denis Kudla          | 102   | Cuartos de final      |
| 2        | Bandera de Estados Unidos | Michael Mmoh         | 111   | Segunda ronda         |
| 3        | Bandera de Estados Unidos | Stefan Kozlov        | 133   | Segunda ronda         |
| 4        | Bandera de Estados Unidos | Christopher Eubanks  | 137   | FINAL                 |
| 5        | Bandera de Argentina      | Juan Pablo Ficovich  | 148   | Primera ronda         |
| 6        | Bandera de Estados Unidos | Ben Shelton          | 115   | CAMPEÓN               |
| 7        | Bandera de Estados Unidos | Aleksandar Kovacevic | 165   | Segunda ronda         |
| 8        | Bandera de Estados Unidos | Emilio Nava          | 173   | Semifinales           |

- 1 Se ha tomado en cuenta el ranking del 24 de octubre de 2022.

### Otros participantes
Los siguientes jugadores recibieron una invitación (wild card), por lo tanto ingresan directamente al cuadro principal (WC):
- Alafia Ayeni
- Ethan Quinn
- Iñaki Montes de la Torre

Los siguientes jugadores ingresan al cuadro principal tras disputar el cuadro clasificatorio (Q):
- Ulises Blanch
- Murphy Cassone
- Edan Leshem
- Aidan McHugh
- Nathan Ponwith
- Chris Rodesch

## Campeones

### Individual Masculino
- Ben Shelton derrotó en la final a  Christopher Eubanks, 7–6(4), 7–5

### Dobles Masculino
- Julian Cash /  Henry Patten derrotaron en la final a  Alex Lawson /  Artem Sitak, 6–2, 6–4